# Cybersecurity and Infrastructure Security Agency

Logo

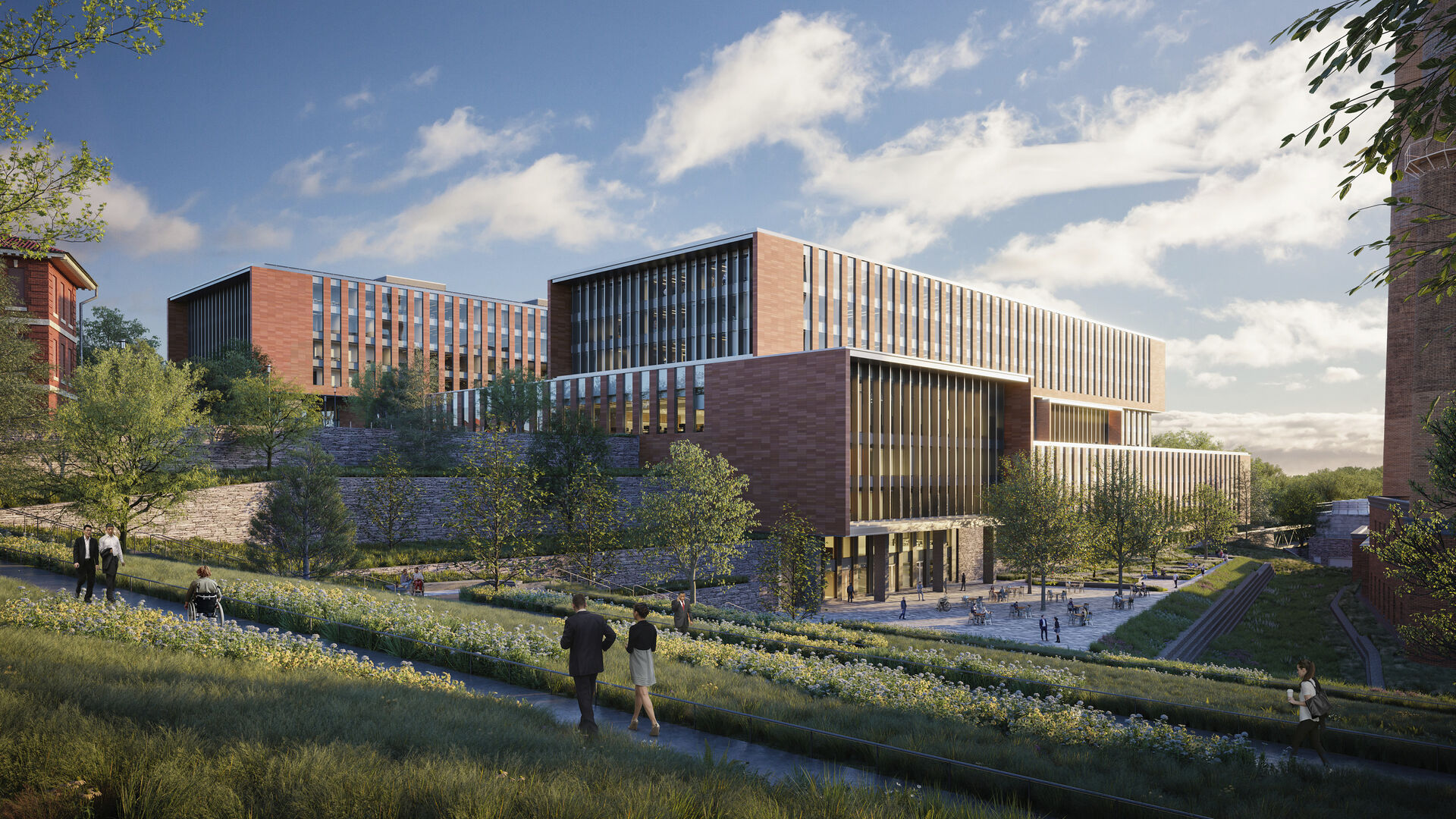
Zukünftiges Hauptquartier

Die Cybersecurity and Infrastructure Security Agency (CISA) ist eine Bundesbehörde der Vereinigten Staaten, die sich auf die Sicherheit von Informationstechnologie und kritischer Infrastruktur spezialisiert hat. Die CISA wurde am 16. November 2018 gegründet und ist Teil des Ministeriums für innere Sicherheit (Department of Homeland Security, DHS). Die Agentur hat ihren Hauptsitz in Arlington, Virginia, und ist in der gesamten Nation tätig, um die Cyber- und Infrastruktursicherheit zu fördern und zu schützen.

## Gründung und Zweck
Die CISA wurde gegründet, um die Sicherheit und Widerstandsfähigkeit der kritischen Infrastruktur der Vereinigten Staaten zu gewährleisten. Die Agentur spielt eine entscheidende Rolle bei der Bewältigung und Verhinderung von Cyberbedrohungen, die die nationale Sicherheit, die Wirtschaft und das tägliche Leben der Bürger beeinträchtigen könnten. Ihre Mission umfasst:
- Cybersecurity: CISA arbeitet daran, die Cybersecurity in den Vereinigten Staaten zu verbessern, indem sie Unternehmen, Regierungsbehörden und Organisationen bei der Identifizierung und Bewältigung von Cyberbedrohungen unterstützt. Dies umfasst die Bereitstellung von Ratschlägen, Schulungen und Sicherheitsrichtlinien.
- Infrastruktursicherheit: Die Agentur konzentriert sich auf den Schutz kritischer Infrastrukturen wie Energieversorgung, Wasser, Transport, Gesundheitswesen und Kommunikation vor physischen und digitalen Bedrohungen. CISA fördert Partnerschaften zwischen dem öffentlichen und privaten Sektor, um eine umfassende Sicherheitsstrategie zu entwickeln.
- Notfallvorsorge und Reaktion: CISA arbeitet eng mit anderen Bundesbehörden und staatlichen Stellen zusammen, um auf Notfälle und Katastrophen, einschließlich Cyberangriffe und Naturkatastrophen, vorbereitet zu sein und darauf zu reagieren.

## Aktivitäten und Initiativen
CISA ist in eine Vielzahl von Aktivitäten und Initiativen involviert, die darauf abzielen, die Sicherheit der Nation zu stärken:
- National Cybersecurity and Communications Integration Center (NCCIC): Dieses Zentrum dient als Dreh- und Angelpunkt für die Sammlung und Analyse von Cyberbedrohungsdaten und koordiniert die Reaktion auf Cyberangriffe.
- Stärkung der Wahlinfrastruktur: CISA hat sich während der Wahlen in den USA 2020 stark engagiert, um die Sicherheit der Wahlinfrastruktur zu gewährleisten und das Vertrauen der Öffentlichkeit in den Wahlprozess zu stärken.
- Sicherheitsbewusstseinskampagnen: Die Agentur führt Kampagnen durch, um das Bewusstsein für Cyberbedrohungen in der Öffentlichkeit und in Unternehmen zu erhöhen und bewährte Sicherheitspraktiken zu fördern.

## Führung
Die Leitung von CISA obliegt dem Direktor, der vom Präsidenten der Vereinigten Staaten ernannt wird und vom Senat bestätigt werden muss. Die Agentur arbeitet eng mit anderen Bundesbehörden, Staats- und Kommunalverwaltungen sowie der Privatwirtschaft zusammen, um ihre Mission zu erfüllen.